# Співає Івано-Франківськтеплокомуненерго
«Співає Івано-Франківськтеплокомуненерго» — дебютний повнометражний фільм Надії Парфан. Світова прем'єра фільму відбулася 10 квітня 2019 року на кінофестивалі «Бачення реальності» — одному з найбільших документальних форумів світу, що проходить у швейцарському місті Ньйон. Українська прем'єра відбулась у липні 2019 року на Конкурсі європейських документальних фільмів Одеського міжнародного кінофестивалю. У широкому прокаті стартував 17 жовтня 2019 року.
Займає 75-80-у позицію у списку 100 найкращих фільмів в історії українського кіно.
Фільм отримав приз «Кіноколо» від Спілки кінокритиків України як найкращий документальний фільм 2019 року. Стрічка номінована у категоріях Найкращий фільм, Найкращий документальний фільм, Найкраща музика, Найкращий монтаж четвертої національної кінопремії «Золота Дзиґа».  

## Синопсис
Іван Васильович багато років очолює профспілку комунального підприємства Івано-Франкіськтеплокомуненерго. Його opus magnum — профспілковий хор «Чорнобривці», у якому співають диспетчери, ремонтники, слюсарі, бухгалтери. Голова профспілки пишається творчими здобутками комунальників, але керується принципом «спочатку людям тепло — а вже потім співати». Опалювальний сезон вносить корективи у графік репетицій. Трудовий колектив намагається полагодити застарілі комунікації, поки розгнівані споживачі штурмують гарячу лінію. Чи зігріє холодну батарею українська народна пісня?

## Кінофестивалі
Картина брала участь у фестивалях: «Бачення реальності», Краківський кінофестиваль, Одеський міжнародний кінофестиваль, кінофестиваль «Астра», Трієстський кінофестиваль, Бакинський фестиваль документального кіно та інших.

## Знімальна група
Режисерка: Надія Парфан
Продюсер: Ілля Гладштейн
Оператори: Дмитро Бурко, Василь Гошовський
Режисер монтажу: Микола Базаркін
Композиторка: Маргарита Кулічова
Звукорежисер: Андрій Борисенко
Кольорокоректорка: Жана Лака

## Виробництво
«Співає Івано-Франківськтеплокомуненерго» створено за підтримки Державного агентства України з питань кіно, телеканалу «Настоящее время» та Львівської кінокомісії.

Виробництвом фільму займалась Phalanstery Films — незалежна компанія, що спеціалізується на виробництві документальних фільмів, заснована 2017 року у Києві. Ось як в інтерв'ю описує процес виробництва режисерка Надія Парфан: 
«Важливі та цікаві для нас події із життя Теплокомуненерго відбуваються один раз на рік. Оскільки фільм повністю документальний, нам доводилося довго чекати „наступного дубля“. Це, наприклад, запуск опалювального сезону, який відбувається один раз на рік, причому дуже непередбачувано. У перший рік ми просто не встигли. Зйомки тривали протягом двох років, третій рік — це монтаж і постпродукція».

## Реліз на VOD та ТБ
Фільм вперше став доступний на VOD-платформі Takflix 1 лютого 2020 року..
Фільм вперше став доступний на телебаченні 25 лютого 2020 року на японському публічному телеканалі NHK, де телевізійники локалізували назву як «Хор працівників» (яп. «労働者たちのコーラス隊»).

## Відгуки критиків
Критики схвально сприйняли фільм. На IMDb фільм отримав оцінку 8,1/10 на основі 134 відгуків.
У вітчизняному прокаті його переглянули понад 8 тисяч осіб.